# Tỉnh ca tỉnh Chelyabinsk
Tỉnh ca tỉnh Chelyabinsk (tiếng Nga: Гимн Челябинской области) là tỉnh ca của tỉnh Chelyabinsk, một chủ thể liên bang của Nga. Nó được sáng tác bởi Mikhail Smirnov (Михаил Смирнов) và phổ nhạc bởi Valeriy Alyushkin (Валерий Алюшкин), đều vào năm 2001. Bài hát được thông qua bởi Hội đồng tỉnh Chelyabinsk vào ngày 1 tháng 10 năm 1997 (khi chưa có lời) và vào năm 2002 (có lời).

## Lời
| Tiếng Nga (ký tự Cyrill) | Latinh hóa | Tiếng Việt |
| --- | --- | --- |
| Наш край величавый с петровских времён, Ты светом великих побед озарён. Священным металлом, рукой трудовой Веками ты служишь России родной. Тобой мы гордимся, тебе мы верны, Наш Южный Урал — честь и слава страны. Озёр твоих синих, лесов и полей Нет в мире прекрасней, нет сердцу милей. Надежда России, её часовой, Хранишь ты любимой Отчизны покой. Тобой мы гордимся, тебе мы верны, Наш Южный Урал — честь и слава страны. | Nash kray velichavyy s petrovskikh vremyon, Ty svetom velikikh pobed ozaryon. Svyashchennym metallom, rukoy trudovoy Vekami ty sluzhishʹ Rossii rodnoy. Toboy my gordimsya, tebe my verny, Nash Yuzhnyy Ural — chestʹ i slava strany. Ozyor tvoikh sinikh, lesov i poley Net v mire prekrasney, net serdtsu miley. Nadezhda Rossii, yeyo chasovoy, Khranishʹ ty lyubimoy Otchizny pokoy. Toboy my gordimsya, tebe my verny, Nash Yuzhnyy Ural — chestʹ i slava strany. | Khu vực hùng vĩ của chúng ta, từ thời của Peter Bạn thắp sáng những chiến thắng vĩ đại trong tầm mắt Kim loại linh thiêng, được rèn bằng tay Trong nhiều thế kỷ, bạn đã phục vụ nước Nga quê hương của bạn Bạn, niềm tự hào của chúng ta, chúng ta trung thành Vùng đất nam Ural của chúng ta, danh dự và vinh quang của đất nước Hồ nước trong xanh của bạn, rừng và cánh đồng của bạn Phong cảnh đẹp nhất thế giới, thật ngọt ngào Bạn là niềm hy vọng của Nga, canh gác cho Người Bảo vệ quê hương yêu dấu của bạn trong hòa bình Bạn, niềm tự hào của chúng ta, chúng ta trung thành Vùng đất nam Ural của chúng ta, danh dự và vinh quang của đất nước |